# Lophopoeum scopiferum
Lophopoeum scopiferum är en skalbaggsart som beskrevs av Bates 1872. Lophopoeum scopiferum ingår i släktet Lophopoeum och familjen långhorningar.
Artens utbredningsområde är:
- Belize.
- Guatemala.
- Honduras.
- Nicaragua.

Inga underarter finns listade i Catalogue of Life.